# Ненасытная (телесериал)
«Ненасытная» (англ. Insatiable) — американский комедийно-драматический сериал, созданный Лорен Гассис. Он основан на статье The New York Times «The Pageant King of Alabama» Джеффа Чу.
Двенадцать эпизодов первого сезона были заказаны Netflix и были выпущены 10 августа 2018. В сентябре того же года телесериал был продлён на второй сезон, премьера которого состоялась 11 октября 2019 года.
14 февраля 2020 года было объявлено о закрытии сериала после двух сезонов.

## Сюжет
Сериал посвящён тренеру Роберту Армстронгу (Бобу), который берёт запуганную девушку Пэтти Бладелл своим клиентом. Девушку травят и избивают сверстники из-за её полноты. Она получает травму от удара в челюсть, и на время лечения ей стало необходимым держать рот закрытым. Это помогает ей похудеть. После того как девушке удаётся побороть ожирение, Пэтти завоёвывает популярность в школе и начинает мстить своим неприятелям но на этом её проблемы не заканчиваются…

## Актёрский состав

### Основной состав
- Даллас Робертс — Роберт «Боб» Армстронг-младший
- Дебби Райан — Патришия «Пэтти» Бладелл
- Джеймс Ластович — Кристиан Кин
- Кристофер Горэм — Роберт «Боб» Барнард
- Эринн Вестбрук — Магнолия Барнард
- Майкл Провост — Брик Армстронг
- Сара Колонна — Энджи Бладелл
- Кимми Шилдс — Нонни Томпсон
- Ирен Чой — Дикси Синклэр
- Арден Майрин — Реджина Синклэр
- Алисса Милано — Корали Хаггенс Армстронг[12]

### Второстепенный состав
- Джордан Гелбер — шериф Хэнк Томпсон[13]
- Майкл Йен Блэк — пастор Майк Кин
- Даниэль Кан — Дональд Чой
- Карли Хьюз — Этта Мэй Барнард
- Эшли Д. Келли — Ди
- Беверли Д’Анджело — Стелла Роуз Бакли
- Хезер Кристина Памела Кендалл Джэксон Джонсон — Каролайн Плута

## Эпизоды

### Сезон 1
| № | Название                                                           | Дата            |
| --- | ------------------------------------------------------------------ | --------------- |
| 1 | «Pilot (с англ. — «Контрольный»)»                                  | 10 августа 2018 |
| Пэтти из-за своей полноты подвергается травле в школе. Целые дни она проводит за просмотром фильмов со своей лучшей подругой Нонни. На уроке физкультуры Пэтти становится плохо, и ей помогает подняться Брик Армстронг, парень, в которого она была влюблена много лет. Позже Пэтти предлагает Брику сходить на свидание, но тот смеётся над девушкой. Расстроившаяся Пэтти сидит на скамейке и ест батончик, но тут к ней подходит бездомный. Он обзывает Пэтти, между ними завязывается драка, и девушка теряет сознание. Боб Армстронг - успешный адвокат, женат, с двумя детьми. Его главная страсть - конкурсы красоты, поэтому он занимается наставничеством. Заклятый враг Боба - Боб Барнард, прокурор, самый сексуальный мужчина в городе и отец неоднократной победительницы всевозможных конкурсов красоты - красавицы Магнолии. Подопечная Боба Армстронга Дикси Синклер проигрывает конкурс, и её мать Реджина, разозлившись, клевещет на Боба, обвиняя того в педофилии. Три месяца спустя Пэтти изменяется до неузнаваемости: она сильно похудела, потому что из-за сломанной челюсти не могла нормально есть. Бездомный обвиняет Пэтти в том, что она избила его. Девушка проходит к Бобу и просит стать её адвокатом. Он соглашается взяться за дело, потому что сам в детстве подвергался унижениям из-за веса, и ещё потому что хочет предложить девушке участвовать в конкурсах красоты. Пэтти влюбляется в Боба. Реджина и Дикси нанимают частного детектива для слежки за Бобом. Тем временем Магнолия приглашает Боба к ним в дом и раздевается перед ним. Детектив делает снимки. Пэтти решает отомстить всем, кто причинил ей боль. Она заманивает бездомного в мотель и напивается. Боб понимает, что вся его жизнь идёт неправильно. Он хочет совершить суицид, но его останавливает звонок Пэтти. |                                                                    |                 |
| 2 | «Skinny Is Magic(с англ. — «Худоба — это волшебство»)»             | 10 августа 2018 |
| У Пэтти первый день в школе. Она решает поговорить с Бриком, но подходит Магнолия и говорит, что он её парень. Пэтти знакомится с новеньким Кристианом. В новостях говорят о человеке, который сгорел в мотеле, и Пэтти вспоминает, как она облила бездомного спиртным и зажгла спичку. Они с Нонни ищут способ не попасть под подозрения. Полицейский Хэнк, отец Нонни, рассказывает им подробности этого дела. Пэтти просит Боба помочь ей, в то время как на защиту бездомного встаёт Боб Барнард. Пэтти вспоминает, что забыла лифчик в туалете мотеля. Жена Боба Армстронга Корали приходит в гости к Бобу Барнарду и находит в их доме нераспечатанное письмо от Реджины. Любопытство берёт верх, поэтому она открывает конверт и видит фотографии со своим мужем и Магнолией. Корали угрожает Реджине, что подаст на неё в суд. Реджина и Брик занимаются сексом в машине. Потом, по дороге, Брик проезжает на красный свет, и их запечатлевает камера наблюдения. |                                                                    |                 |
| 3 | «Miss Bareback Buckaroo (с англ. — «Мисс Наездница без седла»)»    | 10 августа 2018 |
| Боб берёт Пэтти в соседний штат, чтобы показать, как проходят конкурсы красоты. Директриса конкурса "Мисс Наездница без седла" - Стелла Роуз, с которой когда-то работал Боб и с которой у него были отношения. Пэтти знакомится с Рокси. Нонни думает, что Боб соблазнил Пэтти. Тем временем Пэтти пытается соблазнить Боба. Стелла пытается рассорить Пэтти и Боба, чтобы убрать будущую конкурентку на конкурсе красоты. Она отдаёт Пэтти кулон со словами любви, который подарил ей Боб 20 лет назад. |                                                                    |                 |
| 4 | «WMBS (с англ. — «Организация помощи работающим матерям»)»         | 10 августа 2018 |
| Корали и жена Боба Барнарда Этта Мэй создают организацию для помощи работающим матерям. Также они организовывают конкурс красоты для мам и дочерей. Боб просит Корали и Пэтти поучаствовать в конкурсе вместе, и они быстро находят общий язык. Мама Пэтти ссорится с ними. Боб и Корали узнают, что Брик спал с Реджиной. Они находят способ отомстить ей за клевету: прямо на конкурсе её арестовывает полиция и предъявляет обвинения за секс с несовершеннолетним. Пэтти понимает, что Корали хорошо к ней относилась только чтобы победить в конкурсе, и отдаёт ей кулон Стеллы. |                                                                    |                 |
| 5 | «Bikinis and Bitches (с англ. — «Бикини и сучки»)»                 | 10 августа 2018 |
| Дикси негде жить, и семья Барнардов разрешает ей пожить у них. Кто-то взламывает аккаунт Пэтти и рассылает фотографии с обнажённой Дикси. Пэтти просит помощи у Боба, но тот злится из-за того, что она поссорила его с Корали. Пэтти мирится с Бриком, и он предлагает ей встречаться. Кристиана обвиняют в том, что он продаёт наркотики, а среди его клиентов - Магнолия. Его мать просит Боба посадить сына в тюрьму, чтобы тот осознал свои ошибки. Так как она и Корали подруги, Боб решает исполнить её просьбу. В это же время Кристиан говорит Пэтти, что поможет вычислить хакера, если она уговорит Боба отказаться от обвинений. Магнолия отказывается от участия в конкурсах и начинает дружить с Пэтти. Они вместе организовывают акцию: мойка собак в бикини. Пэтти всё ещё комплексует по поводу своего тела. Магнолия ревнует Брика к Пэтти. Нонни понимает, что испытывает чувства к Пэтти. Боб узнаёт, что Корали сейчас живёт у Боба Барнарда, и всё-таки защищает Кристиана и помогает Пэтти с хакером. |                                                                    |                 |
| 6 | «Dunk 'N' Donut (с англ. — «Омовения и пончик»)»                   | 10 августа 2018 |
| Для участия в конкурсе "Мисс Волшебница" девушкам надо быть крещёнными, а мама Пэтти говорит, что не крестила её. Боб решает стать крёстным отцом Пэтти. Возглавляет конкурс отец Кристиана - пастор Майк. Магнолия распускает слухи, что Пэтти увела у неё Брика. Ради мести она возвращается к конкурсам. Пастор Майк говорит Бобу, что ему надо больше времени уделять сыну. Брик занимается реслингом, поэтому Боб Бернард предлагает научить Боба некоторым приёмам. А Пэтти пастор предлагает поучиться самопожертвованию. Она решает познакомить Кристиана с Магнолией. Нонни целует Пэтти, и они ссорятся. В день крещения Магнолия добавляет в напиток Пэтти экстази. Она видит говорящий пончик, который советует Пэтти увести Кристиана. |                                                                    |                 |
| 7 | «Miss Magic Jesus (с англ. — «Мисс Волшебница»)»                   | 10 августа 2018 |
| Пастор Майк знакомит Боба с новой судьёй в жюри - Стеллой Роуз. Та говорит, что никогда не позволит Пэтти победить: оказывается, в конкурс добавили викторину по Библии. Боб Барнард просит Стеллу дать ему ответы на викторину. Нонни идёт на свидание с Ди, лесбиянкой, которая тоже участвует в конкурсе. Боб случайно узнаёт, что Рокси, победительница "Мисс Наездницы без седла" и подопечная Стеллы, её дочь. Он думает, что Рокси может быть и его дочерью тоже. Он тайком проводит ДНК-тест. Пэтти думает, что, если Рокси окажется его дочерью, он перестанет быть её наставником. В конкурсе побеждает Магнолия, Пэтти достаётся второе место. Кристиан предлагает ей сбежать вместе с ним. Боб выясняет, что Рокси - дочь Боба Барнарда. Тот просит никому об этом не говорить, и ради молчания отдаёт Бобу листок с ответами на викторину от Стеллы: если жюри узнает, что Магнолия жульничала, победа достанется Пэтти. Боб соглашается. Этот разговор случайно слышит Магнолия. Боб приходит к Пэтти поздравить её с победой, но та уже уехала. |                                                                    |                 |
| 8 | «Wieners and Losers (с англ. — «Победители и проигравшие»)»        | 10 августа 2018 |
| Пэтти занимается сексом с Кристианом и понимает, что он - не тот человек, который ей нужен. Она возвращается домой. У Пэтти задержка, и она узнаёт, что беременна. Она решает что делать. Боб мирится с женой, но потом она признаётся, что изменяла ему. Пэтти мирится с Нонни. Она советует Пэтти сделать аборт. Но Боб говорит, что в их штате для проведения аборта нужно согласие родителей. Пэтти не знает, как сказать об этом матери. О беременности Пэтти узнают пастор Майк и Кристиан. Пэтти падает в обморок, и в больнице ей говорят, что у неё не беременность, а тератома. Пастор говорит, что внутри неё сидит демон. Боб Барнард теперь босс Боба. Тот обвиняет Боба, что тот постоянно пытается разрушить его жизнь. Между ними случается драка. Затем Боб Барнард целует Боба. Он говорит, что был влюблён с 14-ти лет, но не знал, как можно было обратить на себя внимание. Пэтти и Дикси дерутся, и в результате Пэтти сбрасывает Дикси с высоты. Пэтти теперь уверена, что она одержима демоном. |                                                                    |                 |
| 9 | «Bad Kitty (с англ. — «Плохая Китти»)»                             | 10 августа 2018 |
| Боб Армстронг пытается доказать самому себе что он гетеросексуален. Он пытается помириться с Корали. Пэтти, Кристиан, Нонни и Ди гадают на доске Уиджа. Доска говорит, что Пэтти действительно одержима. Пэтти пытается приручить демона по имени Китти. Майк говорит, что Пэтти лучше провести обряд экзорцизма. Дикси теперь передвигается на инвалидной коляске. В школе проводится мероприятие с целью обратить внимание на буллинг: Дикси показывается как жертва, а Пэтти должна извиниться перед ней. Пэтти думает, что Дикси снова лжёт, поэтому скидывает Дикси с коляски. Оказывается, она не врала. Пэтти, Боб, Нонни, Чхве и Кристиан собираются изгнать демона, но пастор Майк по пути попадает в аварию. Боб решает провести обряд самостоятельно. |                                                                    |                 |
| 10 | «Banana Heart Banana (с англ. — «Банан-сердце-банан»)»             | 10 августа 2018 |
| Боб спит с Бобом Барнардом и вынужден лгать Корали, что якобы задерживается на работе. Пэтти празднует восемнадцатилетие. Её собираются исключить из школы, и поэтому Пэтти, чтобы извиниться, устраивает вечеринку для сбора средств на новое кресло для Дикси. Боб говорит Пэтти, что Кристиан, когда жил в Бразилии, похитил девушку. Мама Пэтти находит способ посадить в тюрьму мужчину, который соблазнил её, когда она была подростком. Нонни ссорится со своей девушкой и с Пэтти. Пэтти застаёт целующихся Боба и Боба. Ей кажется несправедливым, что у Боба есть от неё секреты, и поэтому она всем объявляет о их отношениях. Проходящий официант случайно вываливает напитки на Дикси, и она выскакивает из кресла. |                                                                    |                 |
| 11 | «Winners Win. Period (с англ. — «Время побеждать»)»                | 10 августа 2018 |
| Корали хочет развестись с Бобом. Боб Барнард сообщает Рокси, что он её биологический отец, но их беседа оканчивается плохо. Этим же вечером расстроенная Рокси приходит к ним домой. Боб хочет стать для неё конкурсным наставником вместо Стеллы Роуз. Кристиан занимается сталкингом за Пэтти: он выслеживает её на тренировках, проникает в её дом. Пэтти ночует у Брика. Корали объясняется к своих чувствах к Бобу Барнарду, и Боб, Боб и Корали решают жить втроём. Пэтти решает похитить Рокси. Она угоняет фургон Чхве. Пэтти выслеживает Рокси, бьёт её электрошокером, но в этот момент кто-то стреляет в неё усыпляющей стрелой. |                                                                    |                 |
| 12 | «Why Bad Things Happen (с англ. — «Почему плохие вещи случаются»)» | 10 августа 2018 |
| Похитителями Пэтти оказываются Стелла Роуз и Рокси. Они держат её в фургоне. Стелла говорит, что хочет убить Пэтти, подстроив убийство под суицид. Нонни и Брик ищут Пэтти. Пэтти находит способ сбежать. Боб Барнард говорит, что хочет быть в отношениях только с Бобом, а не с Бобом и Корали. Корали говорит то же самое. Магнолия присылает Пэтти сообщение с просьбой встретиться. Она приезжает на место встречи, но её встречает Кристиан. В багажнике его автомобиля лежит связанная Магнолия. Кристиан предлагает Пэтти убить её. Пэтти освобождает Магнолию и убивает Кристиана. Боб не может выбирать между Бобом и Корали. Он хочет совершить суицид, но его останавливает звонок Пэтти. |                                                                    |                 |

### Сезон 2 (2019)
| № общий | № в сезоне | Название                                         | Режиссёр       | Автор сценария               | Дата премьеры   |
| ------- | ---------- | ------------------------------------------------ | -------------- | ---------------------------- | --------------- |
| 13      | 1          | «Pig» «Свинья»                                   | Эндрю Флеминг  | Лорен Гассис                 | 11 октября 2019 |
| 14      | 2          | «Dead Girl» «Мёртвая девушка»                    | Брайан Дэннели | Рик Кливлэнд                 | 11 октября 2019 |
| 15      | 3          | «Boomerang» «Бумеранг»                           | Дамиэн Маркано | Скотт Кинг                   | 11 октября 2019 |
| 16      | 4          | «Poison Patty» «Ядовитая Пэтти»                  | Эндрю Флеминг  | Эндрю Флеминг & Лорен Гассис | 11 октября 2019 |
| 17      | 5          | «Finding Magnolia» «В поисках Магнолии»          | Брайан Дэннели | Джессика Уотсон              | 11 октября 2019 |
| 18      | 6          | «Eat and Run» «Ешь и беги»                       | Райан Шираки   | Лиза Парсонс                 | 11 октября 2019 |
| 19      | 7          | «Full Brazilian» «Полный Бразильский»            | Нэнси Хауэр    | Гил Хизон                    | 11 октября 2019 |
| 20      | 8          | «Pretty in Prison» «Хорошенькая в тюрьме»        | Сьюзи Йюнесси  | Майкл Эллис                  | 11 октября 2019 |
| 21      | 9          | «Ladybomb» «Ледибомб»                            | Брайан Дэннели | Рокси Вэндайвер              | 11 октября 2019 |
| 22      | 10         | «The Most You Can Be» «Вы можете быть той самой» | Эндрю Флеминг  | Лорен Гассис & Рик Кливлэнд  | 11 октября 2019 |

## Производство
Пилотная серия была заказана The CW, но сериал не пошёл в производство до того, как перешёл Netflix.

## Съёмки
Для придания эффекта полноты, исполнительницу главной роли одевали в специальный костюм.

## Выпуск
Первый сезон «Ненасытной» был выпущен на Netflix 10 августа 2018 года. 19 июля 2018 был выпущен официальный трейлер к сериалу.

### Маркетинг
На 10 июля 2018 года, компания Netflix выпустила первый тизер и первые официальные изображения из серии.

### Споры
Ещё до релиза шоу, 24 июля 2018 года The Guardian сообщила, что более 100 тысяч людей подписали онлайн-петицию на площадке Change.org, стартовавшую 20 июля 2018 года, с призывом к Netflix отменить показ «Ненасытной», обвинив его в фэтшэйминге. Организатор петиции, активистка Флоренс Гивен заявила, что сериал закрепляет «не только токсичную культуру диет, но и объективацию женского тела». Она также сказала, что «этот сериал должен быть отменён. Ущерб от его выпуска будет намного более коварным и неблагоприятным для девочек-подростков, чем нанесёт убытков Netfliх». Британская актриса Джамила Джамил, являющаяся сторонницей идеологии «бодипозитива», выступила с резкой критикой сериала со словами: «Мне не нравится замысел с „толстой Пэтти“… подросток перестаёт есть и теряет в весе, а затем, став „привлекательной для всех“, мстит своим одноклассникам? Это по-прежнему говорит детям, что для победы необходимо похудеть. Налицо „фэтшэйминг“, и это очень огорчает».
Лорен Гассис, создатель шоу, защищала его, говоря, что оно было основано на её собственном подростковом опыте. Алисса Милано заявила в Твиттере, что «мы не стыдим Пэтти … Мы показываем (через комедии) ущерб, который наносит фэтшэйминг». В свою очередь исполнительница главной роли, Дебби Райан заявила: «Меня привлекла готовность этого сериала говорить откровенно о том, насколько тяжело и страшно бывает жить в мире со своим телом, не важно хвалят вас за его параметры или критикуют… Надеюсь, поклонники дождутся выхода сериала, а потом сложат своё суждение о нём».
Наряду с критикой сериала, многие пользователи Интернета выступили в его поддержку.